# Closed Vision
Pour plus de détails, voir Fiche technique et Distribution.
Closed Vision est un film expérimental fantastique américano-français de Marc'O, sorti en 1954. 
Il est présenté lors du festival de Cannes 1954 par Luis Buñuel et Jean Cocteau.

## Synopsis
Closed Vision est la représentation cinématographique et poétique de soixante minutes de la vie intérieure d’un homme qui se promène à Cannes, sur la Croisette. Ce film 
"se propose d'être au cinéma l’équivalent des fameux monologues intérieurs de James Joyce dans son célèbre roman Ulysse, il entend ne tenir aucun compte des traditions cinématographiques. Un homme se promène. Il pense, voit, imagine, rêve, marche, contemple, muse, entend, sent, ressent. Il a une caméra dans la tête. C’est tout...".
Le synopsis original de 1952 apporte les précisions suivantes : 
« Le film que nous verrons est composé de trois parties :
1. Scénario paroles.
2. Scénario images.
3. Scénario des rapports parole-image. »

### Scénario paroles
Synopsis du scénario paroles représenté par les réflexions de l’homme. Ses réflexions sont au début très confuses, mais en se concentrant l’homme arrive peu à peu à préciser sa pensée. Celle-ci à la fin se fixe sur « le désir » puis la contradiction de l’idée du « désir » amène l’épilogue sur les « souvenirs ».

### Scénario images
Synopsis du scénario images. Sur le plan de la vision, la confusion de l’homme se porte au début sur toutes sortes d’images qu’il abandonne les unes après les autres. (Cette confusion des images, nous l'avons rendue à l’aide de tableaux « englobants » ce qui nous a permis en même temps de traduire l’impression statique de la pensée visuelle lorsqu’elle vagabonde — comme si elle n’avait pas le temps de percevoir le mouvement des choses.) Le spectacle des foules sur la plage l’amène bientôt à considérer deux mondes pour lui contradictoires : le monde de la jeunesse et celui des adultes. C’est ce conflit entre son exaltation pour la jeunesse et sa peur de vieillir aussi bien biologiquement que moralement, qu'expriment les images symboliques. Celles-ci, à la fin, dans l’épilogue s’identifieront complètement aux réflexions sur les souvenirs.

### Scénario des rapports parole-images
Synopsis des rapports entre la parole et l'image. Si les deux scénarios poursuivent chacun séparément un même but ils doivent aussi et toujours se confondre à chaque instant, dans chaque image. C'est cette rencontre du symbole de l'image avec celui de la parole que nous avons appelée symbolisme dynamique : une telle rencontre doit à la fois changer la nature des symboles de l’image et de la parole, symboles qui s’unissent en un concept unique.
Bien entendu, les spectateurs ne sont pas encore accoutumés à un tel langage. Habitués au cinéma direct, certains pourront mal interpréter ou être désorientés par ce procédé. Nous livrons donc ces quelques lignes brèves dans l'espoir qu’elles éclaireront un peu le film Closed Vision.

## Fiche technique
- Titre original : Closed Vision
- Réalisateur : Marc'O
- Assistant réalisateur : Yolande du Luart
- Scénario : Marc'O
- Photographie, montage : Jean-Gabriel Albicocco
- Cadreur : Jean Villiers
- Musique originale : Roger Calmel
- Ingénieur son : Paul Boistelle
- Société de production : Society Of Cinema Arts (SCA)
- Pays de production :  France -  États-Unis
- Producteur : Léon Vickman
- Genre : Cinéma expérimental fantastique
- Interprètes (en grande partie non professionnels, trouvés dans les rues de Cannes) : Danièle Maurel, Robert R. Guiot, Merlin Hare, Robert Patissier, Simone Larrous, Monsieur et Madame Close, Monsieur et Madame Dieulivol, André Jaud, Jean-Louis Calvet, François Dufrêne, Jeanne Bachelier, Daniel Nolot, Jean-Pierre Harrison
- Durée : 62 minutes
- Date de sortie : 
  - France : 21 mai 1954 (Festival de Cannes 1954)

## Présentation du film au festival de Cannes 1954 par Jean Cocteau
« 
Mesdames, Messieurs,
Même si je désapprouvais le film de Marc'O et de Yolande du Luart, produit par Leon Vikman, ce qui n’est pas le cas, je le présenterais quand même. L’important, c’est qu’il existe et qu’il veuille vivre : Vous n’ignorez pas les obstacles que l’industrialisation actuelle du cinématographe oppose à la jeunesse. Or, le film est un admirable moyen pour que la jeunesse s’exprime et elle n’y arrive presque jamais. Un jeune a fait son film, même s’il se trompe, on le salue.
Lorsque Buñuel tournait L'Âge d'or, même si Le Sang d'un poète, il y a presque trente années, nous ne nous doutions pas que ces films se projetteraient sans cesse, battraient tous les records, et fixeraient l’esprit d’une époque. De loin, les styles antagonistes où qui semblaient être antagonistes se confondent et Buñuel nous raconte qu'au Mexique, où il habite, il arrive qu’on lui attribue Le Sang d'un poète et qu’on m’attribue le Chien andalou. 
Il est possible que Vision closed [sic] fixe l’esprit d’une époque qui est la nôtre et que le manque de recul nous empêche d’observer avec clairvoyance ; il est possible que cette époque, avec le recul, déplaise, et je le répète, je ne juge pas.
Salvador Dalí, dont vous connaissez la collaboration jadis fraternelle avec notre ami Luis, me parlait l’autre jour à Madrid, d’une science qu’il baptise la phoenixologie. C’est la science qui consiste à mourir et à renaître plusieurs fois de suite en chair et en os. On observe ce phénomène et on le retrouve en Vision closed. Il faut donc admettre, qu’il existe une tradition de l’Avant-garde, ou de ce que l’on affiche à tort comme telle. 
En effet, un jeune homme qui s’exprime avec singularité, s’exprime à la minute qui impose sa révolte contre des habitudes, bonnes ou mauvaises. Si cette singularité demeure invisible, c’est sans doute que les autres personnes retardent sur elle ; il faudrait parler de retardataires et non de précurseurs, car un précurseur tel que la routine entend  le terme, serait analogue à un homme qui se promènerait avec un parapluie ouvert le veille et même l’avant-veille d’un orage. 
Le tout est de savoir si Marc'O s’exprime avec une singularité opportune, c’est-à-dire inopportune, et s’il enfonce une griffe dans L’époque ; je l’ignore, et il doit l’ignorer, je le suppose puisque s’il le savait, il calculerait et il perdrait la partie. 
Seule, une tireuse de carte pourrait me répondre, peut être en existe-t-il parmi vous ?
 »

## Éditions
Closed vision est édité en dvd par la revue Les périphériques vous parlent.